# Alois Scheiber
Alois Scheiber (* 13. September 1898 in Telfs, Tirol; † 11. März 1988 in Reutte, Tirol) war ein österreichischer Widerstandskämpfer gegen den Nationalsozialismus.

## Leben
Scheiber wurde 1898 in Telfs als zweitältestes von sieben Kindern eines Senners geboren. 1912 begann er eine Lehre für Maschinenschlosserei bei der Firma Jenny & Schindler. Nach dem Ausbruch des Ersten Weltkrieges wurde er 1916 als Siebzehnjähriger zum Wehrdienst bei den Tiroler Kaiserjägern eingezogen. Für seinen Einsatz in den Dolomiten wurde er aufgrund der Rettung von 14 Männern vor dem Absturz mit der Silbernen Tapferkeitsmedaille II. Klasse und dem Kaiser-Karl-Truppenkreuz ausgezeichnet.
Nach Ende des Ersten Weltkrieges machte Scheiber die Gendarmerieausbildung und arbeitete ab 1925 in Scharnitz, wo er ab 1934 als Postenkommandant wirkte. Gleichzeitig war er als Bergretter im Karwendel tätig.
In den Jahren zwischen 1934 und 1938 kam es bei Scharnitz an der Grenze zu Deutschland häufig zu unbefugten Grenzübertritten illegaler Nationalsozialisten, wogegen die lokale österreichische Gendarmerie unter Alois Scheiber hart vorzugehen versuchte. Scheiber war zudem im Nachrichtendienst  bzw. Spionagedienst auf österreichischer Seite tätig.
Nach dem Einmarsch der deutschen Truppen in Österreich am 11. März 1938 wurde Scheiber umgehend verhaftet. Grund für die Verhaftung war laut Schutzhaftbefehl vom 5. Juli 1938, „Scheiber gefährdet nach dem Ergebnis der staatspolizeilichen Feststellungen durch sein Verhalten den Bestand und die Sicherheit des Volkes und Staates, indem er sich staatsfeindlich betätigt hat und zu befürchten ist, dass er nach seiner Frelassung sein Treiben fortsetzt. Gez. Heydrich“. Nach einem Aufenthalt im Polizeigefängnis Innsbruck  wurde er am 3. April 1938 nach München überführt. Scheiber wurde zuerst im Münchener Wittelsbacher Palais inhaftiert, wo er wiederholt verhört und misshandelt wurde, später wurde er in die Strafanstalt Stadelheim überstellt, wo er dreizehn Tage in einer Todeszelle verbrachte.
Im November 1938 wurde Scheiber aus ungeklärten Gründen aus der Haft entlassen, nachdem er zuvor wieder in das Wittelsbacher Palais verlegt worden war. Nach einer kurzen Wiedereinsetzung in den Gendarmeriedienst in Tannheim wurde er im Januar 1942 zu einer Bewährungseinheit zur Partisanenbekämpfung in Jugoslawien versetzt. Nach seiner Rückkehr und Wiedereinsetzung in den Dienst mit mehreren Strafversetzungen war Scheiber ab August 1943 Postenkommandant in Mittersill im Pinzgau, wo er mit der Organisation einer Widerstandsgruppe begann. So leitete Scheiber u. a. eine fingierte Falschnachricht an eine Einheit der Waffen-SS weiter, die den Befehl hatte, den Pass Thurn mit allen Mitteln zu verteidigen, indem er sie glauben ließ, der Einmarsch der US-Truppen würde stattdessen über den Gerlospass erfolgen. Daraufhin zog die ganze Einheit vom Pass Thurn ab und es war sichergestellt, dass es keinen Widerstand gegen die US-Truppen geben würde. Außerdem verhinderte Scheiber die durch die Waffen-SS geplante Sprengung der „Hohen Brücke“ auf der Pass-Thurn-Straße durch das Entfernen des Sprengstoffes, wodurch Mittersill von Luftangriffen durch die anrückenden amerikanischen Truppen verschont blieb.
Nach Kriegsende wurde Scheiber Ende 1946 Postenkommandant der Gendarmerie in Reutte, wo er mit der französischen Besatzung zusammenarbeitete. 1964 wurde er nach 47-jähriger Dienstzeit pensioniert. Er starb am 11. März 1988 in Reutte, genau fünfzig Jahre nach dem deutschen Einmarsch in Österreich.

## Auszeichnung
- Ehrenzeichen für Verdienste um die Befreiung Österreichs[11]